# Малхистинцы
Малхистинцы (также в русскоязычной литературе: мелхистинцы, мелхинцы, мялхистинцы); самоназвание: мелхий (чеч. маьлхий — буквально «солнечники»); самоназвание как общества: Малхий (также в русскоязычной литературе:  Мелхий, Мялхий); старинный экзоэтноним: митхо — многочисленная чеченская этногруппа (т. н. общество). Считается одним из девяти чеченских обществ. Общество сформировалось в высокогорной исторической области Чечни — Малхиста, вероятно, в период средневековья.
Малхистинцы проживают в различных районах Чечни, Ингушетии и в некоторых других регионах Российской Федерации, а также в Грузии. Язык — мелхинский говор галанчожского диалекта чеченского языка. Религия — ислам суннитского толка.

## Название
Самоназвание этногруппы на русском — малхи, мелхи или мялхи, в зависимости от того, как в разных источниках транскрибируют на русский язык чечено-ингушский грамматический корень маьлх — через «а», «е» или «я». В чеченском и ингушском языках эндоэтноним во множественном числе указывается как маьлхий, в единственном числе — маьлхе/маьлхи. В ряде публикаций для обозначения этнонима используется название этногруппы как собственного имени общества — Маьлхий (русскоязычная транскрипция — Малхий, Мелхий или Мялхий). Наименование указывается с заглавной буквы, так как в данном случае авторы видят в названии родовое имя. Некоторые исследователи описывая топоним — область Малхисту, так же указывают и наименование этнонима — общество Малхиста или, наоборот — именем общества Малхий, называют историческую область расселения этногруппы, таким образом создавая некоторую запутанность в терминологии, перемежая понятия «топоним—этноним». Обычно самоназвание этногруппы принято употреблять в русскоязычной традиции написания этнонимов — малхистинцы, мелхистинцы и мялхистинцы (встречаются и другие варианты, напр., мелхинцы). Во всех этих формах наименование используется в современной русскоязычной кавказоведческой научной и популярной литературе (см. § Варианты орфографии этнонима).

### Этимология
Как и в большинстве случаев, этноним маьлхий, вероятно, образовался от названия исторической местности своего проживания — Маьлхисты. Эндоэтноним мелхи восходит к вайнахским языкам, где слово малх означает «солнце». Чеченский исследователь-краевед, педагог и народный поэт А. С. Сулейманов в своей работе «Топонимия Чечено-Ингушетии» (1976) сообщал, что название тукхума Малхий/Мелхий может быть связано с расположением большей части его селений на южном (солнечном) склоне горы Коре-Лам, от чего название жителей — малхи/мелхи — буквально «солнечники». Также исследователем приводится и вторая версия происхождения наименования «солнечники», согласно которой оно возникло в период когда малхистинцы были солнце- и огнепоклонниками, что и могло послужить образованию имени их рода-племени.

#### Альтернативные гипотезы
По мнению А. Д. Вагапова, название малхьи произошло не по схеме «от топонима к этнониму», а первичным могло быть именно наименование этногруппы, данное соседями по наиболее ярким признакам представителей малхистинцев. Исследователь возводил этимологию малхьи к арабскому корню млхь, от которого происходит слово малихь — «красивый», «миловидный», «прекрасный». По его мнению, это слово закономерно могло измениться в виде малихьи > маьлхьи > маьлхи. Такую же внутреннюю форму эимологии А. Д. Вагапов восстанавливал и для других нахских этнонимов — чечен, нохчи, бено, никӏаро, чӏеберло, шикъаро. А. Д. Вагапов высказывал ещё одну версию, но уже не об этимологии этнонима, а о происхождения топонима — Маьлхиста, возводя его к тому же арабскому корню млхь, но, возможно, давшему другую словоформу — Малгӏи, в значении «солёный (источник)» (см. Малхиста § Альтернативные гипотезы).

### Экзоэтнонимы
В XIX — начале XX вв. русскоязычные документы знали малхистинцев под именем митхо (для старорусской орфографии более верно с заглавной буквы, так как этнонимы в тот период было принято указыватсь с большой буквы). Наименование митхо попало к русским из грузинских документов, в которые, в свою очередь, оно пришло от ближайших грузинских соседей малхистинцев — хевсуров. Название митхо могло использоваться как по отношению к собственно малхистинцам, так и к их области — Малхисте.

### Варианты орфографии этнонима
| Русскоязычная орфография                                                             | Чечено-ингушская орфография                | Форма употребления названия | Упоминание названия в исследованиях                                                | Упоминание названия в исследованиях | Упоминание названия в исследованиях |
| Чечено-ингушский грамматический корень маьлх, транскрибируется на русский как малх:  |                                            | |                                                                                    |                                     |                                     |
| —                                                                                    | Маьлх маълх Маълх                          | этноним: общ-во этноним: этнич. название этноним/топоним: чеченское общ-во                                                                       | Волкова Н. Г. Мизиев И. М. и др.                                                   | 1973 1988                           | [ 17 ] [ 18 ] [ 19 ]                |
| малхи                                                                                | маьлхи — Маьлхи маьлхи (ед. ч. в чеч. яз.) | общ-во, жители ущелья этноним этноним/топоним: общ-во, союз аулов чеченское племя                                                                | Сулейманов А. С. Мальсагов А. У. (Ч. 1) Головлёв А. А. Ахмадов Я. З. Вагапов А. Д. | 1976 2002 2007 2009 2011            | [ 1 ] [ 20 ] [ 21 ] [ 22 ] [ 13 ]   |
| малхий                                                                               | — маьлхий Маьлхий                          | этноним: тейп этноним этноним: тайповый союз, общ-во                                                                                             | Ошаев Х. Д. Сулейманов А. С. Натаев С. А.                                          | 1930 1985 2013                      | [ 23 ] [ 24 ] [ 25 ]                |
| Малхиста                                                                             | — Маьлхиста                                | этноним/топоним: общ-во этноним/топоним: общ-во/ущелье                                                                                           | Волкова Н. Г. Сулейманов А. С.                                                     | 1973 1976                           | [ 17 ] [ 26 ]                       |
| малхистанцы                                                                          | —                                          | этноним: жители ущелья | Ошаев Х. Д.                                                                        | 1930                                | [ 27 ]                              |
| малхистинцы                                                                          | —                                          | этноним: жители ущелья этноним: этнич. название, общ-во общ-во, жители ущелья                                                                    | Ошаев Х. Д. Волкова Н. Г. Сулейманов А. С.                                         | 1930 1973 1976                      | [ 28 ] [ 29 ] [ 30 ]                |
| Малхйисте                                                                            | —                                          | этноним/топоним: общ-во, союз аулов | Ахмадов Я. З.                                                                      | 2009                                | [ 31 ]                              |
| Чечено-ингушский грамматический корень маьлх, транскрибируется на русский как мелх:  |                                            | |                                                                                    |                                     |                                     |
| мелхи                                                                                | —                                          | этноним: этнич. название этноним | Волкова Н. Г. Мальсагов X. С.-Г.                                                   | 1973 2004                           | [ 18 ] [ 32 ]                       |
| мелхистинцы                                                                          | маьлхий (мн. ч.), маьлхе (ед. ч.)          | ингуши / носители мелхистинского говора | Инг.-рус. слов.                                                                    | 2009                                | [ 12 ]                              |
| Мельхи                                                                               | —                                          | ингушское общ-во / дальних кистин общ-во | Кушева Е. Н.                                                                       | 1963                                | [ 33 ]                              |
| Чечено-ингушский грамматический корень маьлх, транскрибируется на русский как миелх: |                                            | |                                                                                    |                                     |                                     |
| —                                                                                    | миелхи (ед. ч. в инг. яз.)                 | чеченское племя | Вагапов А. Д.                                                                      | 2011                                | [ 13 ]                              |
| Чечено-ингушский грамматический корень маьлх, транскрибируется на русский как мялх:  |                                            | |                                                                                    |                                     |                                     |
| —                                                                                    | Мяьлхи                                     | этноним: тайп | Натаев С. А.                                                                       | 2013                                | [ 34 ]                              |
| Мялхистинцы                                                                          | —                                          | этноним: этническое образование | Мальсагов А. О.                                                                    | 1983                                | [ 35 ]                              |
| Исторические названия:                                                               |                                            | |                                                                                    |                                     |                                     |
| мелки                                                                                | —                                          | этноним: в груз. хронике XIII в. | Шавхелишвили А. И. Виноградов В. Б. и др. Волкова Н. Г. Мизиев И. М. и др.         | 1963 1966 1973 1988                 | [ 36 ] [ 19 ]                       |
| Митхо                                                                                | —                                          | этноним: инг. / дальних кистов общ-во этноним: этнич. название этноним/топоним: чеч. горное общ-во этноним/топоним: в основном в Грузии XIX века | Кушева Е. Н. Волкова Н. Г. Кушева Е. Н. и др. Ахмадов Я. З.                        | 1963 1973 1997 2009                 | [ 37 ] [ 18 ] [ 38 ] [ 39 ]         |

## Общие сведения

### Этническая принадлежность
Общество малхистинцев называют чеченским тукхумом Малхий (чечен. Маьлхий), или чеченским тайпом. В большинстве русскоязычных научно-исследовательских работ малхистинцев называют чеченцами, кистинцами (здесь под кистинцами подразумевались высокогорные чеченские племена). В середине XX века Е. Н. Кушева отнесла малхистинцев к ингушам. Другие историки и этнографы признают малхистинцев чеченцами. Издание «История Ингушетии» под редакцией Н. Д. Кодзоева пишет, что этнонимы «ингуши» или «галгай» не распространялись на общества восточнее Цори, при этом, на самих цоринцев, фяппинцев, галашевцев, орстхойцев и другие общества, этнонимы «ингуши» и «галгаи» начали распространяться как общее самоназвание лишь после начавшегося процесса переселения упомянутых обществ на плоскость, который длился со второй половины XVIII по XIX век.

### Состав (тайпы и родовые ветви)
Вайнахи традиционно подразделялись/подразделяются внутри своей общности на тайпы, обычно понимая под этим наименованием некое объединение, имеющее родственные, территориальные или иные связи. Большая часть тайпов объединялась в тукхумы (у чеченцев) и шахары (у ингушей), в кавказоведении, применительно к крупным формам таких объединений, используется термин «вольное общество» или просто «общество».
В середине XIX в. чеченское общество состояло примерно из 135 тайпов, 3/4 которых были объединены в девять тукхумов. Согласно чеченскому исследователю и писателю М. А. Мамакаеву чеченский тукхум Малхий включал следующие тайпы: Бастий (чеч. Бӏаьстий), Бенастхой (чеч. Бӏенастхой), Италчхой (чеч. Италчхой), Камалхой (чеч. Камалхой), Кхоратхой (чеч. Кхоратхой), Кеганхой (чеч. Кӏеганхой), Меший (чеч. Меший), Саханхой (чеч. Саханхой), Тератхой (чеч. Тератхой), Чархой (чеч. Чӏархой), Эрхой (чеч. Эрхой), Ямхой (чеч. Iамхой). Подчёркнутые в этом списке тайпы М. А. Мамакаев по каким-то причинам причислил к «основными коренными чеченскими тайпами».
Исследователь X. С.-Г. Мальсагов именует малхистинцев мелками/мелхами и называет их фамилии «отдельными» тайпами или общинами. По X. С.-Г. Мальсагову, малхистинцы в Ингушетии проживают в следующих сёлах: в селе Аршты — Албаковы, Албастовы, Альдиевы, Алхастовы, Анзоровы, Арсаевы, Бациевы, Гелагиевы, Дарчиевы, Магиевы, Мальсаговы, Махаури, Мелхастхоевы (носят фамилии Утужевых и Хациевых), Хилдихороевы, Ферзаули, Черсиевы; в Аршты и Чемульга: Гадамаури; в селе Средние Ачалуки: Маматовы; в сёлах Мужичи и Новый Редант: Султановы; в селе Кантышево: Хасиевы. Другой ингушский исследователь, профессор А. У. Мальсагов (Грозный) называет почти тот же список фамилий, но с небольшими отличиями: 1) добавлены фамилии Агиевых, Амриевых, Бедиговых, Бехоевых, Джуколаевых, Лячиевых, Танкиевых, Тонкиевых, Терхоевых Точиевых, Хачароевых, Хаяури; 2) нет фамилий Мальсаговых и Мелхастхоевых; 3) вместо Гелагиевых указаны Гелагаевы, вместо Хилдихороевых указаны Хилдихароевы, вместо Черсиевых указаны Черчиевы.

### Расселение и численность
Исторической родиной малхистинцев являлось одноимённое ущелье — Малхистинское, так называемая область Малхиста. Находится она на юго-западе Чечни (часть современного Итум-Калинского района) на границах с Ингушетией и Хевсуретией. Вероятно, процесс формирования этногруппы пришёлся на период средневековья. Во время экспансии Российской империи на Кавказ, Малхиста, совместно с соседней чеченской областью Майста, составила административный район Аллаго.

## Этническая история

### Происхождение

#### Первые упоминания
Вероятно, первое упоминание малхистинцев зафиксировано в источнике XIII века происходящем из Грузинского царства. Согласно научным данным 1-й половины XX века, грузинские авторы не выделяли отдельные нахские общества даже в XVI веке — когда сведения о них уже стали появляться в документах Русского царства, однако, дальнейшие исследования позволили предположить, что некоторые нахские общества, всё же фиксировались средневековым грузинам ранее этого периода. Так обнаружилась одна хроника XIII века, написанная грузинским письмом, где упоминался некий этноним мелки, который ряд исследователей 2-й половины XX века связывали с малхистинцами. Следующее, вероятное свидетельство относится только к концу XVI века и связано не с самими малхистинцами, а с исторической областью их проживания — Малхистой. В отчёте в Посольский приказ (старорус. статейный список), который составили возглавлявшие русско-кахетинское посольство 1589—1590 годов князь С. Г. Звенигородский и дьяк Т. Антонов, среди других топонимов, называются Метцкие гребни. Этот топоним иногда отождествляют с Малхистой, указывая его как первое русскоязычное упоминание области (см. Малхиста § Первые упоминания).

### Грузинское влияние
Издревле нахские и грузинские горцы заимствовали друг у друга предметы материальной культуры, навыки в строительстве, приёмы в ведении сельского хозяйства. Грузины заимствовали у северокавказцев некоторые элементы одежды, много общего обнаруживается у нахов и грузин в музыке, танцах и особенно в песенном творчестве. С взаимовлиянием культур связана общность ряда социальных институтов и схожие праздники. Постоянный обмен этническими элементами, например, сохранилось предание среди жителей Рошни-Чу, что малхистинцы — это потомки хевсур. Засвидетельствованы нахско-грузинские языковые параллели, подтверждающие взаимообогащении языков, сохранились эпиграфические памятники — ряд надписей на грузинском языке на плитах храма Тхаба-Ерды (совр. Горная Ингушетия), на стенах нахских склепов и других построек. В X—XIII веках из Грузинского царства в земли горцев распространялось христианство, строились христианские храмы с использованием местной строительной техники. В этот период возведённый, вероятно, грузинами храм Тхаба-Ерды, служил местом встречи соседних народов для решения спорных дел по обычному праву.
С XII—XIII веков границы грузинской феодальной монархии начали значительно расширяться, она стала одним из крупнейших и влиятельных государств Закавказья. Также устанавливались тесные отношения Грузинского царства с Северным Кавказом, особенно с ближайшими соседями — нахами, осетинами и народами Западного Дагестана. В приграничных с Грузией горных северокавказских районах заметное влияние оказывала национальная грузинская культура (в отличие от предыдущих эпох с начала XIII в. преобладающее влияние на нахский язык оказывал грузинский, в свою очередь, в картвельские языки проникали слова из горских языков Северного Кавказа), поддерживались торговые и экономические связи (получила широкое распространение грузинская медная монета, однако, в основном, торговля между северокавказскими горцами и их ближайшими соседями была меновой). С XV века, после распада Грузинского царства, соседствовать с некоторыми приграничными нахскими обществами стало Кахетинское царство, продолжающее оказывающее на горцев определённое влияние.

### Другое
Ряд чеченских исследователей предполагают, что в области расселения малхистинцев, в частности в поселении Цой-педе, иногда заседал своеобразный высший представительный совет нахских племён — Мехк-кхел. Временной период, когда происходили собрания именно здесь, авторы не уточняют, но сообщается, что этот совет мог заседать и в других областях (например, в Майсте).

## Культура

### Язык
Малхистинцы являются носителями мелхинского говора (диалекта), входящего в состав галанчожского диалекта. Галанчожский диалект обычно включается в состав чеченского языка, при этом он занимает промежуточное положение между чеченским и ингушским языками.
В начале XXI века использование мелхинского диалекта зафиксировано на востоке Ингушетии (напр. в селе Аршты); в Чечне — на западе (напр. Бамут, Геза-Юрт), до депортации 1944 года — в долине реки Мешехи. Мелхинский диалект различные исследователи иногда именуют отличающимися названиями — malxista, melkhasti, melkhi, melki, melxi. Также встречаются и различные варианты написания самоназвания диалекта — маьлхийн, mälxijn, mielxijn.
В официальных переписях населения СССР и современной России до 2002 года малхистинцы не фиксировались, однако некоторые представители этого общества идентифицировали себя как «мелхи» и «мелхи с языком ингушским» во Всероссийской переписи 2010 года.
В наши дни в Российской Федерации малхистинцы используют также русский язык, а в Грузии — кистинский диалект чеченского языка.

### Нравы и обычаи
Важным связующим звеном в общении народов Кавказа были обычаи гостеприимства и куначества. Известно, что жители малхистинского селения Джареги/Джарего имели кунаков в хевсурском селении Шатили. В 1840-х гг. факты куначеских/«побратимских» (хевсур. удзмобилоба) отношений между хевсурами и малхистинцами отмечал русский офицер, писатель А. Л. Зиссерман. Он сообщал, что его знакомый шатилец по имени Важика, имел много кунаков в соседнем чеченском обществе Митхо (Малхиста) и это не было исключением. Именно благодаря куначеским связям стала возможна поездка самого А. Л. Зиссермана из Хевсуретии в горные общества Малхиста и Майста. В эти годы земли хевсуров находились в составе Российской империи на границе с этими «непокорными» обществами горцев и путешествие туда считалось «чуть не сумашествіемъ».

### Верования и религия

#### Язычество
В средневековье нахские племена, в том числе и малхистинцы, придерживались собственных языческих верований, которые на сегодня мало изучены. Они сформировали свой мифологический пантеон, основные культы в котором были посвящены поклонению силам природы и олицетворяющих эти силы богам и богиням. Предполагается существование и второстепенных культов, имевших прикладное значение, божества в них были антропоморфны и зооморфны. В сказаниях эти сущности вмешивались в человеческую жизнь, принимая облик обычных людей или животных. Имеются сообщения о языческих обрядах нахов, например, о ритуальном поминовении кашмарте — «могильной трапезе», совершаемой в наземных склепах кашковах. Наиболее вероятно, что собственно жители Малхисты поклонялись солнцу, а возможно они были и солнце -, и огнепоклонниками. На это могут указывать предания и многочисленные солярные знаки (например, петроглифы в виде солнечного креста), высеченные на старинных сооружениях в Малхисте: жилых и боевых башнях, культовых постройках.
Вероятно, после прихода к нахам христианства, они со временем снова вернулись к язычеству, и, возможно, это уже было неким синкретическим культом, в котором смешались политеистические воззрения с представлением о высшем верховном божестве, уже близкие к монотеизму. На территории проживания средневековых нахов, в том числе и малхистинцев, сохранились остатки различных религиозных построек, характерные для периода нахского язычества, например, сиелинги и кашковы (см. Малхиста § Постройки языческого культа).

#### Христианство
В какой-то, точно не установленный период, многие нахские этногруппы, в том числе и малхистинцы, стали исповедовать христианство (существует предположение о его неком нахском своеобразии, так как, возможно, в чистом виде эта религия среди нахов так и не привилась). Приход христианства обычно связывают с распространением влияния на Северный Кавказ православной Византии, христианские миссионеры могли проникать сюда из Абхазского и Грузинского царств. Есть версия и о католических проповедниках христианства среди нахов — генуэзских монахах. Длительность периода христианского вероисповедания среди жителей Малхисты не известна, существует предположение, что все нахи, через некоторое время снова вернулись к язычеству перед принятием ислама. Однако, даже в 1973 году зафиксированы сказания в селениях Дай (совр. Шатойский район ЧР) и Рошни-Чу (совр. Урус-Мартановский район ЧР), согласно которым малхистинцы, как и их соседи майстинцы, в отличие от чеченцев в недавнем прошлом были ламкерста — то есть «горные христиане». Следы христианства в Малхисте, точнее сопровождающей его атрибутики, прослеживаются в виде определённых петроглифов на жилых и культовых сооружениях, а также присутствуют в местной топонимике (см. Малхиста § Следы христианства).

#### Ислам
С XVIII века малхистинцы, в большинстве своём, стали принимать ислам суннитского толка.